# Râul Beica, Olt
Râul Beica este un curs de apă, afluent al râului Olt.
Râul (pârâul) Beica (pe la anul 1800 i se mai spunea și Beiha), este un afluent al râului Olt vărsându-se în acesta din partea dreaptă, adică din partea de vest, prin canalul Oporelu. Izvorul acestuia se află în dealul Muierii, localitatea Măciuca, din județul Vâlcea și curge la la Nord spre sud-est, vărsându-se în râul Olt în dreptul comunei Pleșoiu (în secolul al XIX-lea fiind comuna Cereașova-de-jos). Lărgimea medie a râului în timpul verii este de 3 metri, iar adâncimea de 0,20 m la podul șoselei naționale, din comuna Pleșoiu are 44 m, din loc în loc fiind presărat cu zone de apă mai adânci (denumite gâldane), unde se găsesc și pești de dimensiuni mai mari, ce ajung aici din râul Olt odată cu creșterea în volum a apei. Apa acestui râu nu seacă niciodată vara, iar în anotimpurile ploioase firul apei se umflă uneori inundând zonele mai joase acolo unde nu sunt malurile înalte. Specific pentru acest râu sunt pești precum (denumiri locale): murgoiul (cel mai numeros), albitura, năsiparița, clean, negritura, caras, roșioara; ca animale și reptile, desigur șerpi de apă, șobolani de apă, iepuri, vulpi, etc. Pe fundul apei se găsește nisip pietrificat, iar malurile au o înălțime între 4 și 5 metri, fiind în general râpoase, mai mari în special în zona localităților Cepari și Pleșoiu.
De la izvoare și până în dreptul localității Râmești valea este îngustă și relativ adâncă, iar de aici înainte se lărgește și atinge maximul său în dreptul satului Cocorăști de aproximativ 2 km. Valea râului Beica este populată pe ambele maluri, fiind productivă din punct de vedere agricol, fiind plantații de cereale (grâu, porumb), precum și grădini de legume, fiind ușor de irigat de către oameni cu ajutorul pompelor de apă.
Valea Beicii este străbătută și întretăiată de drumul național 64 în județul Olt, iar în Vâlcea de drumul județean 677, modernizat în anul 2011, traversarea râului făcându-se pe aproximativ 4-5 poduri rutiere și un pod de cale ferată ce face legătura între Piatra-Olt și Drăgășani. Din documente publicate de-a lungul timpului se pare că la vărsarea pârâului în râul Olt, înainte de regularizarea acestuia, adică înaintea celui de-al II-lea război mondial, oamenii treceau prin ciur și cerneau nisipul care se depunea la vărsare și extrăgeau mici bobițe de nisip aurifer (în documente este consemnat ca fiind aur), ce erau mai apoi comercializate.
Cursul de apă are o lungime totală de 49 km și un bazin de recepție cu o suprafață de 163 km².